# UFC 196
UFC 196: McGregor vs. Diaz fue un evento de artes marciales mixtas celebrado por Ultimate Fighting Championship el 5 de marzo de 2016 en el MGM Grand Garden Arena, en Las Vegas, Nevada.

## Historia
En primera instancia, el evento se iba a celebrar en el HSBC Arena en Río de Janeiro, Brasil. Sin embargo, el 29 de diciembre, se anunció que había sido cancelado y cambiado de sede. Finalmente, el 12 de enero se anunció que el evento tendría lugar en el MGM Grand Garden Arena.
Originalmente, el evento estelar contaba con la revancha entre el actual campeón de peso pesado Fabrício Werdum frente a Caín Velásquez en el Arena da Baixada, en Curitiba, Brasil. Sin embargo, debido a las lesiones sufridas por Velásquez primero y Werdum después, el evento fue reorganizado al original UFC 196. Como resultado de los acontecimientos, el evento tenía previsto contar con la revancha entre el excampeón de peso medio, Anderson Silva, y el excampeón de peso semipesado, Vitor Belfort. Belfort decidió declinar la pelea por esperar el resultado de la pelea por el título de peso medio de UFC 194. Esto llevó a la cancelación del evento y el traslado a Las Vegas. El 27 de enero, debido a la cancelación de Werdum-Velásquez, UFC 196, como era conocido entonces, pasó a ser un Fight Night y este evento conocido originalmente como UFC 197 se remuneró como UFC 196.
El evento estelar tenía previsto enfrentar al campeón de peso ligero Rafael dos Anjos frente al campeón de peso pluma, Conor McGregor, por el título de este primero. Sin embargo, el 23 de febrero, se anunció que dos Anjos se había roto el pie. Como resultado, el ganador de The Ultimate Fighter 5, Nate Diaz, se anunció como reemplazo de dos Anjos, en un combate de peso wélter.
El evento coestelar contó con el combate por el campeonato de peso gallo femenino entre Holly Holm, frente a la excampeona de Strikeforce, Miesha Tate.

## Resultados
1. ↑  Por el Campeonato Femenino de Peso Gallo de UFC.

## Premios extra
Cada peleador recibió un bono de $50,000.
- Pelea de la Noche: Conor McGregor vs. Nate Diaz
- Actuación de la Noche: Nate Diaz y Miesha Tate